# Héctor Lorenzo y Losada
Héctor Lorenzo y Losada (Rocha, 1906- Montevideo, 1977) fue un político uruguayo, perteneciente al Partido Nacional Independiente.

## Biografía
Se recibió de abogado en la Facultad de Derecho en 1930. Integrado en el Partido Nacional Independiente, fue edil en su departamento natal entre 1943 y 1947. En las elecciones de 1950 fue elegido diputado por primera vez, reconquistando la banca en 1954 y 1958.
En marzo de 1963, como consecuencia de la renuncia de Washington Guadalupe, se incorporó al cuarto Consejo Nacional de Gobierno (que sería a la postre el último) por la mayoría de la Unión Blanca Democrática (UBD). Ocupó el cargo entre 1963 y 1967. Como se encontraba en el sexto lugar de la lista, no le correspondió presidir el cuerpo en ninguno de los cuatro años.